# Morgan Berry
Morgan Berry (Riverside, 27 de abril de 1992) es una actriz de doblaje y cantante estadounidense. Es conocida por sus papeles de voz en varios programas de anime, películas, videojuegos y series web. Berry también es un artista discográfico y una personalidad de YouTube bajo el nombre de "The Unknown Songbird".

## Filmografía

### Doblajes en anime
| Año           | Título                                                          | Papel                                  |
| ------------- | --------------------------------------------------------------- | -------------------------------------- |
| 2015          | Yurikuma Arashi                                                 | D5                                     |
| 2015          | Hyperdimension Neptunia                                         | Linda/Underling                        |
| 2015          | Noragami                                                        | Keiichi                                |
| 2015          | Akuma no Riddle                                                 | Tokaku Azuma                           |
| 2015          | Tokyo Ghoul                                                     | Joven Nishiki                          |
| 2015          | Tokyo Ghoul √A                                                  | Ayumu Hogi                             |
| 2016          | 91 Days                                                         | Joven Angelo Lagus                     |
| 2016          | Barakamon                                                       | Akihiko "Akki" Arai                    |
| 2016          | Handa-kun                                                       | Saito                                  |
| 2016          | Danganronpa 3: The End of Hope's Peak High School - Despair Arc | Suzuko Kashiwagi                       |
| 2016          | Chaos Dragon                                                    | Joven Sweallow                         |
| 2016          | Joker Game                                                      | Akira Arisaki (niño)                   |
| 2016          | Keijo!!!!!!!!                                                   | Yūko Ōshima                            |
| 2016          | Watashi ga Motete Dōsunda                                       | Alexandrite                            |
| 2016          | Madan no Ō to Vanadis                                           | Joven Tigrevurmud "Tigre" Vorn         |
| 2016          | Akatsuki no Yona                                                | Joven Gija                             |
| 2016          | Shonen Maid                                                     | Yuji Hino                              |
| 2016          | Akagami no Shirayuki-hime                                       | Kido Deena                             |
| 2016          | Maria the Virgin Witch                                          | Suzanne                                |
| 2016          | Tokyo ESP                                                       | Ayumu Oozora                           |
| 2016-2017     | Nanbaka                                                         | Mao Nimaijita                          |
| 2016-2017     | Arslan Senki                                                    | Young Hilmes                           |
| 2016–presente | My Hero Academia                                                | Thirteen                               |
| 2017          | Black Clover                                                    | Nash                                   |
| 2017          | Sansha San'yō                                                   | Hajime Tsuji                           |
| 2017          | Samurai Warriors                                                | Joven Nobuyuki Sanada                  |
| 2017          | Servamp                                                         | Puck, Sagami                           |
| 2017          | Kekkai Sensen & BEYOND                                          | Emilina Anderson                       |
| 2017          | Black Clover                                                    | Nash                                   |
| 2017          | Konbini Kareshi                                                 | Nozomi Itokawa                         |
| 2017          | Divine Gate                                                     | Hiroto                                 |
| 2017          | Gangsta.                                                        | Joven Yang                             |
| 2017          | Ēldlive                                                         | Chuta Kokonose                         |
| 2017          | Hyōka                                                           | Inoue                                  |
| 2017          | Kantai Collection                                               | Kitakami                               |
| 2017          | Love Live! Sunshine!!                                           | Yoshiko Tsushima                       |
| 2017          | Overlord                                                        | Nfirea Bareare                         |
| 2017          | Trickster                                                       | Sousuke                                |
| 2017-2018     | One Piece                                                       | Sharley                                |
| 2017-2019     | Shokugeki no Sōma                                               | Rindo Kobayashi                        |
| 2018          | A.I.C.O. -Incarnation-                                          | Koharu Kagami                          |
| 2018          | Basilisk: The Ouka Ninja Scrolls                                | Hachirou Kouga (joven)                 |
| 2018          | Dance with Devils                                               | Joven Lindo Tachibana                  |
| 2018          | Darling in the Franxx                                           | Goro (niño)                            |
| 2018          | Death March Kara Hajimaru Isekai Kyōsōkyoku                     | Lilio                                  |
| 2018          | Full Metal Panic! Invisible Victory                             | Sabina Rechnio                         |
| 2018          | Free! - Dive to the Future                                      | Misaki Kuramoto                        |
| 2018          | Mahō Shōjo Ikusei Keikaku                                       | Weiss Winterprison/Shizuku Ashuu       |
| 2018          | Touken Ranbu: Hanamaru                                          | Sayo Samonji                           |
| 2018          | Kakuriyo: Bed and Breakfast for Spirits                         | Kai                                    |
| 2018          | Mahō Shōjo Tokushusen Asuka                                     | Nozomi Makino                          |
| 2018          | Tokyo Ghoul:re                                                  | Ayumu Hogi                             |
| 2018          | Sword Art Online Alternative Gun Gale Online                    | Tanya/Risa Kusonoki                    |
| 2018-2019     | JoJo's Bizarre Adventure: Diamond Is Unbreakable                | Joven Keicho Nijimura, Madre de Koichi |
| 2018-2019     | Megalo Box                                                      | Santa                                  |
| 2019          | Dōkyonin wa Hiza, Tokidoki, Atama no Ue.                        | Hiroto Yasaka (niño)                   |
| 2019          | The Promised Neverland                                          | Leslie                                 |
| 2019          | Cells at Work!                                                  | NK Cell                                |
| 2019          | Cutie Honey Universe                                            | Dragon Panther                         |
| 2019          | Dragon Ball Super                                               | Kakunsa/Sanka Coo                      |
| 2019          | To Aru Majutsu no Index III                                     | Floris                                 |
| 2019          | Kase-san shirīzu                                                | Kase-san                               |
| 2019-2020     | Yahari Ore no Seishun Love Come wa Machigatteiru                | Taishi Kawasaki                        |
| 2019-2022     | The Rising of the Shield Hero                                   | Glass                                  |
| 2020          | Koisuru Asteroid                                                | Ao Manaka                              |
| 2020          | Oshi ga Budōkan Ittekuretara Shinu                              | Sorane Matsuyama                       |
| 2020          | Pokémon: Twilight Wings                                         | Tommy                                  |
| 2020-2021     | Sword Art Online: Alicization – War of Underworld               | Renly                                  |
| 2020–2022     | yashahime: Princess Half-Demon                                  | Moroha                                 |
| 2021–2022     | Beyblade Burst QuadDrive                                        | Bel Daizora                            |
| 2022          | Kakegurui Twin                                                  | Yukimi Togakushi                       |
| 2022          | Lycoris Recoil                                                  | Fuki Harukawa                          |
| 2022          | Tokyo 24-ku                                                     | Hana Shishido                          |
| 2023          | Dead Mount Death Play                                           | Polka                                  |
| 2023          | Hyōken no Majutsushi ga Sekai wo Suberu                         | Helena "Gray" Grady                    |
| 2023–presente | Beyblade Burst QuadStrike                                       | Bel Daizora                            |

### Películas
| Año  | Título                                                        | Papel            |
| ---- | ------------------------------------------------------------- | ---------------- |
| 2015 | El niño y la bestia                                           | Young Ichirohiko |
| 2019 | Love Live! Sunshine!! The School Idol Movie: Over the Rainbow | Yoshiko Tsushima |

### Videojuegos
| Año  | Título                                       | Papel                                               |
| ---- | -------------------------------------------- | --------------------------------------------------- |
| 2014 | SMITE                                        | SWC Amaterasu, Midnight Dove Awilix                 |
| 2016 | Marvel Avengers Academy                      | Silver Sable                                        |
| 2017 | Fire Emblem Heroes                           | Altena, Melady                                      |
| 2018 | Dragon Ball Legends                          | Kakunsa                                             |
| 2019 | Borderlands 3                                | Janice Cardalia, News Anchor Shanneth Kyrie, Nyriad |
|      | Sword of the Necromancer                     | Tama                                                |
| 2020 | Deadly Premonition 2: A Blessing in Disguise | Raven Yahoo                                         |
|      | TOME: Terrain of Magical Expertise RPG       | White Hat Hacker                                    |
|      | Freedom Planet 2                             | Merga                                               |
|      | Azure Striker Gunvolt 3                      | Serpentine                                          |

### Series web
| Título                | Papel                    |
| --------------------- | ------------------------ |
| FFVII: Machinabridged | Elena                    |
| Death Battle          | Trish, The Yellow Ranger |
| God's School          | Eris                     |
| SLVR                  | Ragora Cinarum           |
| Mystreet              | Melissa, Mrs.Layla       |
| Rainbow High          | Lyric Lucas              |

## Discografía
Como Morgan Berry:
- Fearless

- Voltron Heroes[27]

Como The Unknown Songbird:
- Unravel (Tokyo Ghoul)
- Diver (Naruto Shippuden)
- Heroes (My Hero Academia)
- Crossing Field
- Resonance (Soul Eater)
- Butter-Fly
- The Day